# Bibliographie sur la philosophie juridique et politique
Bibliographie détaillée sur la philosophie du droit et la philosophie politique.

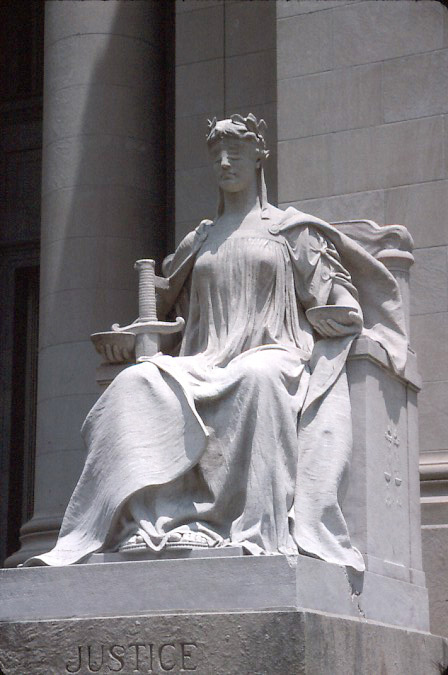
La Justice

## Études générales

### Cours généraux

#### Philosophie politique
- Charles-Éric de Saint Germain, Cours particuliers de philosophie. Vol. 1 Culture et politique, Ellipses, "Hors collection", 960 pages, 2011.  (ISBN 272987075X)
- Olivier Nay, Johann Michel, Antoine Roger, Dictionnaire de la pensée politique, Armand Colin, 239 pages, 2005.  (ISBN 2247060005)
- Philippe Raynaud et Stéphane Rials, Dictionnaire de philosophie politique, PUF, "Quadrige dicos poche", 928 pages, 2003.  (ISBN 213052947X)
- Alain Renaut, Culture Politique Contemporaine. Volume 3 les Théories, Ellipses, "Marketing", 715 pages, 2009.  (ISBN 978-2729850647)
- Luc Ferry et Alain Renaut, Philosophie politique (I. Le droit. La nouvelle querelle des Anciens et des Modernes. ; II. Le système des philosophies de l'histoire. ; III. Des droits de l'homme à l'idée républicaine.), PUF, "Quadrige", 602 pages, 2007.  (ISBN 2130563872)
- Pierre Manent, Cours familier de philosophie politique, Gallimard, "Tel", 346 pages, 2001 réédition 2004.  (ISBN 2070767280)
- Michel Terestchenko, Philosophie politique (deux tomes), Hachette Supérieur, "Les fondamentaux Science politique", 310 pages au total, réédition 2007.  (ISBN 978-2011458766) et  (ISBN 978-2011458445)
- Éric Weil, Philosophie politique, Vrin, "Problemes & Controverses", 261 pages, réédition 2000.  (ISBN 978-2711607327)
- Guillaume Sibertin-Blanc, Philosophie politique (XIXè-XXè siècles), PUF, "Licence", 256 pages, 2008.  (ISBN 213056786X)
- Thierry Ménissier, Eléments de philosophie politique, Ellipses, "Hors collection", 223 pages, 2005.  (ISBN 978-2729825027)
- Léo Strauss Qu'est-ce que la philosophie politique ?, PUF, 304 pages, 1992. 978-2130439738

#### Philosophie du droit
- Christian Atias, Philosophie du droit, PUF, "Thémis", 416 pages, réédition 2012.  (ISBN 9782130577683)
- Guillaume Bernard, Philosophie du droit, Studyrama, "Panorama du droit", 400 pages, 2012.  (ISBN 978-2759016020)
- Benoît Frydman et Guy Haarscher, Philosophie du droit, Dalloz, "Connaissance du droit", 138 pages, réédition 2010.  (ISBN 978-2247087914)
- Bruno Oppetit, Philosophie du droit, Dalloz, "Précis droit prive", 156 pages, 2005.  (ISBN 978-2247059997)
- Jean-Marc Trigeaud, Introduction à la philosophie du droit, Bière, "Bibliothèque de philosophie comparée", 95 pages, 1992.  (ISBN 2-85276-064-9)
- Michel Troper, La philosophie du droit, PUF, "Que sais-je ?", 128 pages, réédition 2011.  (ISBN 978-2130585350)
- Stamatios Tzitzis, Introduction à la philosophie du droit, Vuibert, "Dyna'sup droit", 339 pages, 2011.  (ISBN 978-2711765393)
- Alexandre Viala, Philosophie du droit, Ellipses, "Cours magistral", 240 pages, 2010.  (ISBN 978-2729860752)
- Michel Villey, Philosophie du droit, Dalloz, "Bibliothèque Dalloz", 339 pages, réédition 2001.  (ISBN 978-2247041282)
- Michel Villey, La formation de la pensée juridique moderne, PUF, "Quadrige Manuels", 624 pages  (ISBN 978-2130556855)

### Histoire de la philosophie politique
- Alain Renaut, Histoire de la philosophie politique (cinq tomes), Calmann-Lévy, 2336 pages au total, 1999.  (ISBN 978-2702129562),  (ISBN 978-2702130414),  (ISBN 978-2702130322),  (ISBN 978-2702130339) et  (ISBN 978-2702130346)
- James Henderson Burns, Histoire de la pensée politique (deux tomes : médiévale 350-1450 ; moderne 1450-1700), PUF, "Léviathan", 1510 pages au total, 1988-1991.  (ISBN 978-2130450016) et  (ISBN 978-2-13-048268-0)
- Leo Strauss et Joseph Cropsey, Histoire de la philosophie politique, 1963, PUF, "Quadrige Grands textes" 1088 pages.  (ISBN 2130576915)
- Alain Caillé, Christian Lazzeri et Michel Senellart, Histoire raisonnée de la philosophie morale et politique (deux tomes), Flammarion, "Champs", 975 pages au total, 2001 réédition 2007.  (ISBN 2081208814) et  (ISBN 2081208911)
- Quentin Skinner, Les fondements de la pensée politique moderne, Albin Michel, "Bibliothèque de l'évolution de l'humanité", 922 pages.  (ISBN 978-2226187130)
- Jean-Jacques Chevallier, Histoire de la pensée politique, Payot, "Grand format", 892 pages.  (ISBN 222890127X)
- Jean-Yves Grenier, Histoire de la pensée économique et politique de la France d'Ancien Régime, Hachette Supérieur, "Carré Histoire", 288 pages.  (ISBN 978-2011456755)
- Pascal Bouvier, Petite histoire de la philosophie politique, Ellipses, "Hors collection", 192 pages, 2009.  (ISBN 9782729843618)
- Philippe Corcuff, Grands penseurs de la politique, Armand Colin, "128", 128 pages, réédition 2005.  (ISBN 978-2200342838)

### Histoire des idées politiques
- Olivier Nay, Histoire des idées politiques, Armand Colin, "U Science Politique", 608 pages, 2007.  (ISBN 2200353243)
- Philippe Nemo, Histoire des idées politiques (deux tomes), PUF, "Quadrige", 2564 pages au total, 2004 réédition 2012.  (ISBN 2130606229) et  (ISBN 2130531636)
- Géraldine Muhlmann, François Châtelet, Olivier Duhamel et Evelyne Pisier, Histoire des idées politiques, PUF, "Quadrige", 1982, réédition actualisée 2012, 896 pages.  (ISBN 2130586880)
- Jean Touchard, Histoire des idées politiques (deux tomes), PUF, 1959 réédition "Quadrige Manuels", 870 pages au total, 2005.  (ISBN 2130550525) et  (ISBN 2130550533)
- Pascal Ory, Nouvelle histoire des idées politiques, Hachette, "Pluriel", 832 pages, 1987 réédition 2011.  (ISBN 281850189X)
- Yolène Dilas-Rocherieux, L'utopie ou la mémoire du futur : De Thomas More à Lénine, le rêve éternel d'une autre société, Pocket, "Agora", 645 pages, 2007.  (ISBN 978-2266122290)
- Jean-Claude Ricci, Histoire des idées politiques, Dalloz, "Cours Dalloz" (L3-M1), 499 pages, 2011.  (ISBN 2247107478)
- Jean Servier, Histoire de l'utopie, Gallimard, "Folio Essais", 396 pages, 1991,  (ISBN 978-2070326471).
- Michèle Riot-Sarcey, Thomas Bouchet et Antoine Picon, Dictionnaire des Utopies, Larousse, "In extenso", 296 pages, 2008,  (ISBN 978-2035839589).
- Noëlline Castagnez-Ruggiu, Histoire des idées socialistes, La Découverte, "Repères", 124 pages, 1997,  (ISBN 978-2707127372).

### Sur les grandes œuvres politiques
- François Châtelet, Olivier Duhamel et Evelyne Pisier, Dictionnaire des œuvres politiques, PUF, "Quadrige", 1280 pages, 1986.  (ISBN 2130518788)
- Jean-Jacques Chevallier et Yves Guchet, Les grandes œuvres politiques : De Machiavel à nos jours, Armand Colin, "U Histoire", 334 pages, réédition 2005.  (ISBN 2200345852)
- Gérard Mairet, Les grandes œuvres politiques, Le Livre de Poche, "Références", 287 pages, 1993.  (ISBN 2253063916)
- Bruno Ravaz, Mémento des grandes œuvres politiques, Hachette supérieur, "Les fondamentaux droit", 159 pages, 1999 réédition 2006.  (ISBN 2011458099)

## Antiquité

### Grèce antique
- Platon, Le Politique.
- Platon, Gorgias.
- Platon, Protagoras.
- Platon, République.
- Platon, Lois.

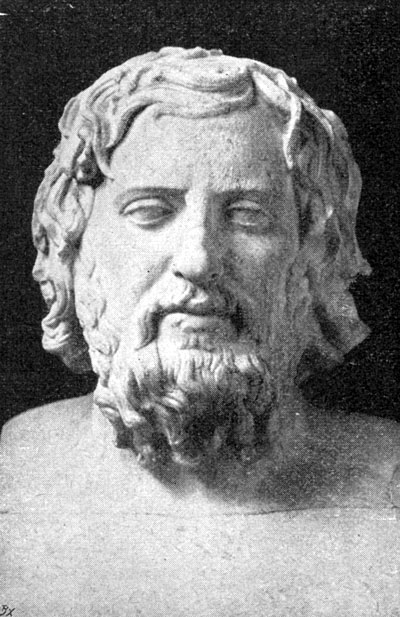
Xénophon, disciple de Socrate et chef de guerre

- Xénophon, L'Anabase. Le Banquet, éd. GF-Flammarion, 1997.
- Xénophon, Hiéron, in Léo Strauss, De la tyrannie, éd. Gallimard, Tel, 1983.
- Xénophon, Constitution des Lacédémoniens, Aristote, Constitution d'Athènes, éd. Gallimard, Tel, 1996.
- Aristote, Politiques.
- Aristote, Éthique à Nicomaque.
- Aristote, Économiques.

### Rome antique
- Cicéron, De la république.
- Cicéron, Des lois.
- Plutarque, Œuvres Morales.
- Marc Aurèle, Pensées pour moi-même.

### Antiquité tardive
- Augustin d'Hippone, La Cité de Dieu.

## Moyen Âge
- Thomas d'Aquin, Somme théologique, éd. Cerf.
- Thomas d'Aquin, De regno ad regem Cypri (Du royaume, au roi de Chypre).
- Dante, De Monarchia (De la monarchie), in Œuvres complètes, éd. Le Livre de Poche, 2002.
- Marsile de Padoue, Defensor pacis (Le défenseur de la paix).
- Guillaume d'Ockham, Court traité du pouvoir tyrannique.

## Renaissance
- Nicolas Machiavel, Le Prince.
- Nicolas Machiavel, Discours sur la première décade de Tite-Live.
- Thomas More, L'Utopie.
- Jean Bodin, Les Six Livres de la République.
- Étienne de La Boétie, Discours de la servitude volontaire.
- Tommaso Campanella, La Cité du Soleil.

## Âge classique

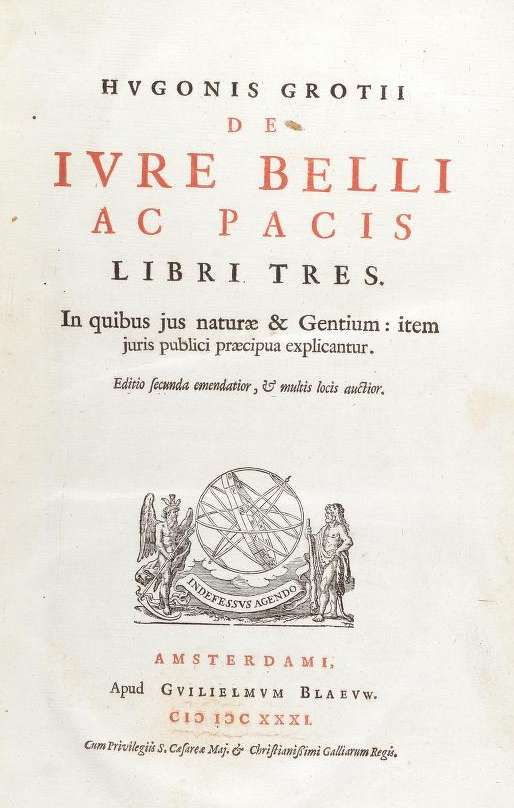
De jure belli ac pacis, l'œuvre majeure de Hugo Grotius

- Hugo Grotius, Le droit de la guerre et de la paix.
- Thomas Hobbes, Léviathan.
- Thomas Hobbes, Du citoyen.
- Thomas Hobbes, Éléments de la loi naturelle et politique.
- John Locke, Lettre sur la tolérance.
- John Locke, Traité du gouvernement civil.
- Samuel von Pufendorf, Du droit de la nature et des gens, 1672.
- Baruch Spinoza, Traité théologico-politique.
- Baruch Spinoza, Traité de l'autorité politique.
- Giambattista Vico, La Science nouvelle.

## LesLumièreset laRévolution française
- Montesquieu, Lettres persanes.
- Montesquieu, Considérations sur les causes de la grandeur des Romains et de leur décadence.
- Montesquieu, De l'esprit des lois.
- David Hume, Essais moraux, politiques et littéraires.
- Jean-Jacques Rousseau, Discours sur l'origine et les fondements de l'inégalité parmi les hommes.
- Jean-Jacques Rousseau, Du contrat social.
- Jean-Jacques Rousseau, Émile ou De l'éducation.
- Adam Smith, Théorie des sentiments moraux.
- Adam Smith, Recherches sur la nature et les causes de la richesse des nations.
- Emmanuel Kant, Idée d'une histoire universelle d'un point de vue cosmopolitique, in Opuscules sur l'histoire, éd. GF-Flammarion, 1993.
- Emmanuel Kant, Qu'est-ce que les Lumières ?.
- Emmanuel Kant, Projet de paix perpétuelle.
- Emmanuel Kant, Métaphysique des mœurs.
- Edmund Burke, Réflexions sur la Révolution de France. J. G. Fichte, dernier représentant de l'Aufklärung

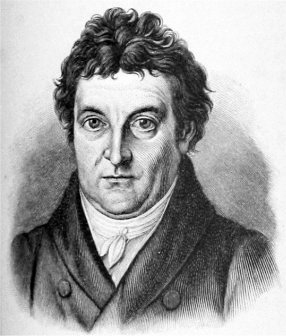
J. G. Fichte, dernier représentant de l'Aufklärung

- Moses Mendelssohn, Jérusalem ou Pouvoir religieux et judaïsme.
- Moses Mendelssohn, Que signifie : éclairer ?, in Aufklärung : Les Lumières allemandes, recueil de textes commentés par G. Raulet, éd. GF-Flammarion, 1999.
- Marquis de Sade, La Philosophie dans le boudoir.
- Nicolas de Condorcet, Esquisse d'un tableau historique des progrès de l'esprit humain.
- Olympe de Gouges, Déclaration des droits de la femme et de la citoyenne.
- Johann Gottlieb Fichte, Revendication de la liberté de penser.
- Johann Gottlieb Fichte, Fondement du droit naturel selon les principes de la doctrine de la Science.
- Johann Gottlieb Fichte, L'Etat commercial fermé.
- Johann Gottlieb Fichte, Discours à la nation allemande.
- Johann Gottlieb Fichte, La Doctrine du droit de 1812.
- Louis Antoine de Saint-Just, Œuvres complètes, Gallimard, Folio histoire, 2004.
- Wilhelm von Humboldt, Essai sur les limites de l'action de l'État, Belles lettres, Les classiques de la liberté, 2004.

## LesRéactionnaires
- Joseph de Maistre, Considérations sur la France.
- Joseph de Maistre, Essai sur le principe générateur des constitutions politiques.
- Joseph de Maistre, Les Soirées de Saint-Pétersbourg.
- Louis de Bonald, Théorie du pouvoir politique et religieux.
- Karl Ludwig von Haller, Restauration de la science politique.
- Juan Donoso Cortés, Essai sur le catholicisme, le libéralisme et le socialisme.

## LeXIXesiècle

### Hegelet lehégélianisme

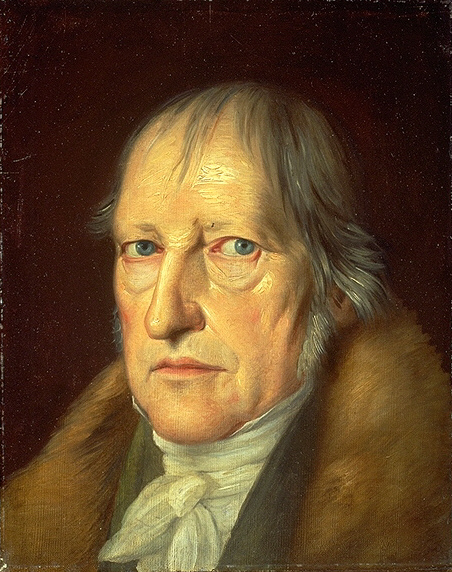
G. W. F. Hegel, théoricien des Principes de la philosophie du droit

- Georg Wilhelm Friedrich Hegel, Principes de la philosophie du droit.

### Saint-simonisme,positivisme
- Claude Henri de Rouvroy de Saint-Simon, Écrits économiques et politiques : Anthologie critique, éd. Pocket, 2005.
- Auguste Comte, Système de politique positive.
- Auguste Comte, Catéchisme positiviste.
- Ernest Renan, Qu’est-ce qu’une nation ?.

### Lelibéralisme
- Benjamin Constant, Écrits politiques, éd. Gallimard, Folio essais, 1997 (contient le discours De la liberté des Anciens comparée à celle des Modernes).
- Benjamin Constant, Principes de politique, éd. Hachette, Pluriel, 2006.
- Charles Dunoyer, L'Industrie et la morale considérées dans leurs rapports avec la liberté.
- Charles Comte, Traité de législation.
- Charles Comte, Traité de la propriété.
- Alexis de Tocqueville, De la démocratie en Amérique.
- Alexis de Tocqueville, L'Ancien Régime et la Révolution.
- Frédéric Bastiat, La Loi
- Frédéric Bastiat, Œuvres complètes
- Herbert Spencer, Le Droit d'ignorer l'État.
- Herbert Spencer, L'Individu contre l'État.
- John Stuart Mill, De la liberté.
- John Stuart Mill, L'utilitarisme.
- John Stuart Mill, Considérations sur le gouvernement représentatif.
- John Stuart Mill, Sur l'assujettissement des femmes.
- Henry David Thoreau, La Désobéissance civile.
- Yves Guyot, La Tyrannie socialiste.
- Yves Guyot, Les Principes de 89 et le socialisme.

### Socialisme,anarchismeetcommunisme

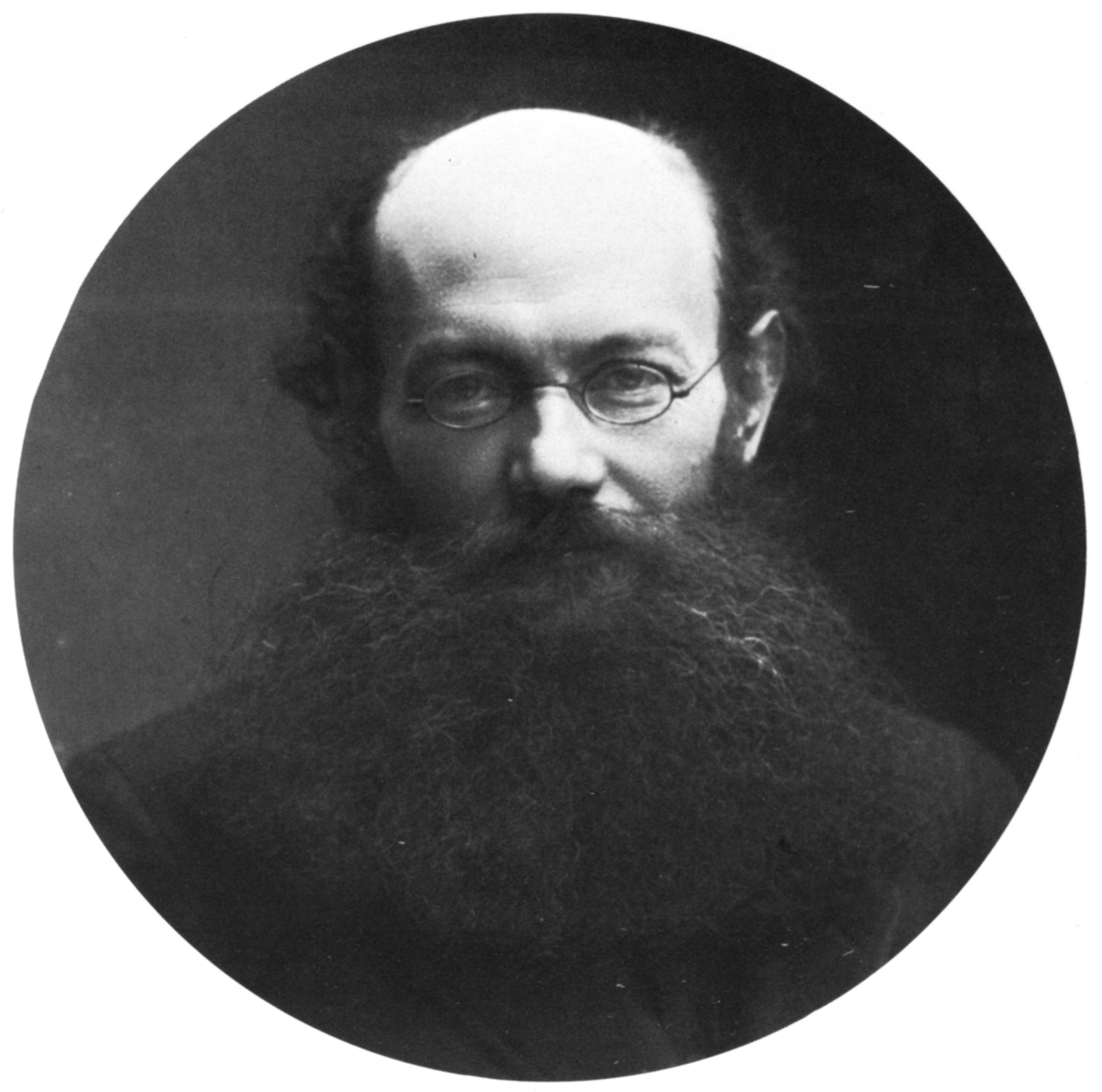
Pierre Kropotkine, théoricien majeur de l'anarchisme

- Charles Fourier, Théorie des quatre mouvements et des destinées générales.
- Étienne Cabet, Voyage en Icarie.
- Flora Tristan, Œuvres.
- Max Stirner, L'Unique et sa propriété.
- Pierre-Joseph Proudhon, Qu'est-ce que la propriété ?.
- Pierre-Joseph Proudhon, Philosophie de la misère.
- Pierre-Joseph Proudhon, Du principe fédératif et de la nécessité de reconstituer le parti de la révolution.
- Pierre-Joseph Proudhon, Théorie de la propriété.
- Karl Marx, Œuvres complètes.
- Mikhaïl Aleksandrovitch Bakounine, Étatisme et anarchie.
- Mikhaïl Aleksandrovitch Bakounine, Dieu et l'État.
- Friedrich Engels, La situation de la classe laborieuse en Angleterre.
- Friedrich Engels, Anti-Dühring.
- Friedrich Engels, Socialisme utopique et socialisme scientifique.
- Élisée Reclus, L'anarchie.
- Paul Lafargue, Le Droit à la paresse.
- Pierre Kropotkine, La morale anarchiste.
- Pierre Kropotkine, L'anarchie.
- Pierre Kropotkine, La conquête du pain.

## LeXXesiècle

### LeFascisme
- Julius Evola, Les Hommes au milieu des ruines.
- Julius Evola, Métaphysique de la guerre.
- Julius Evola, Impérialisme païen.
- Julius Evola, Fascisme vu de droite.

### LeMarxismeet leSocialisme
- Lénine, Que faire ?.

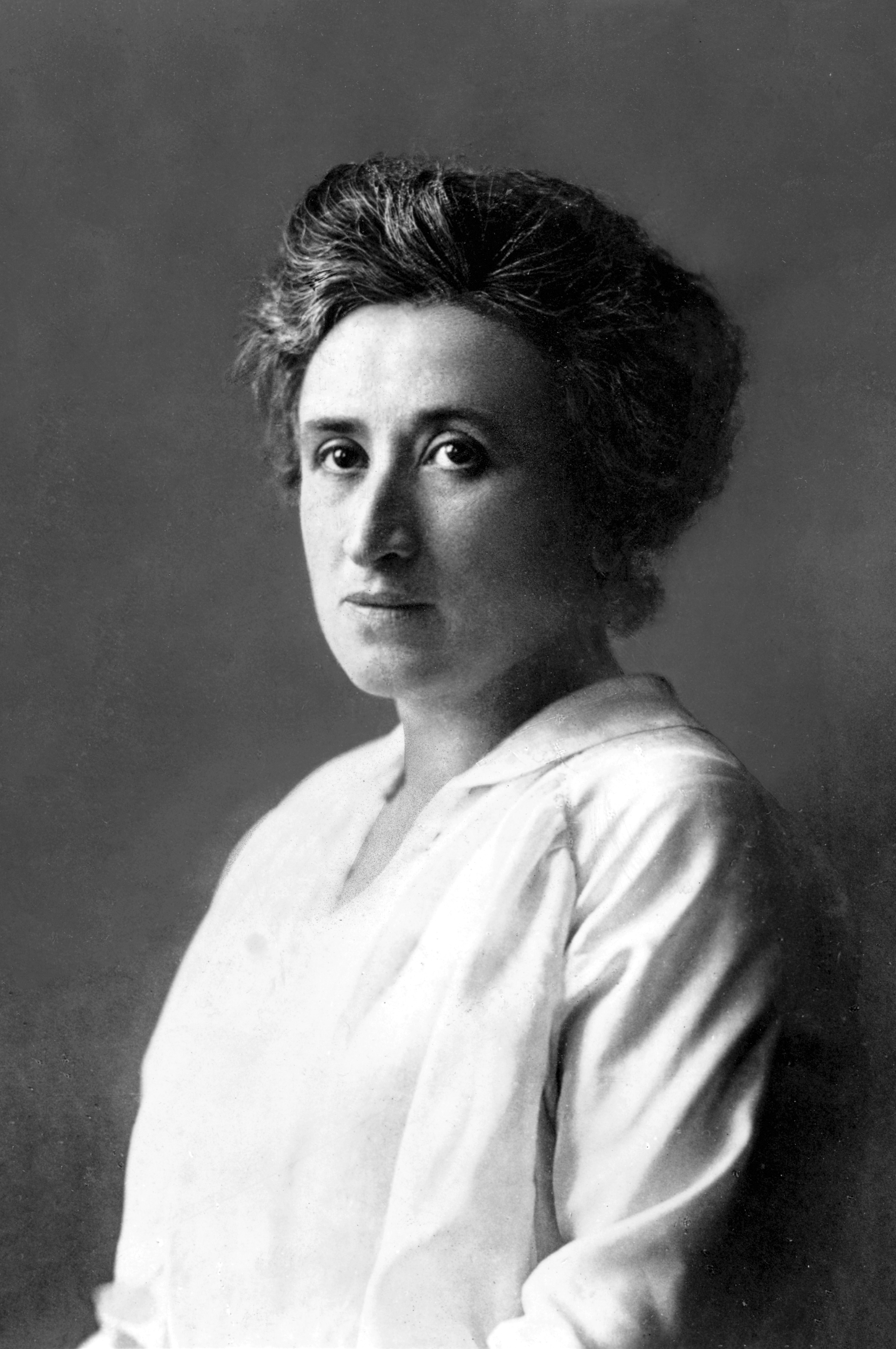
Rosa Luxemburg, militante révolutionnaire et exégète du marxisme

- Lénine, L'Impérialisme, stade suprême du capitalisme.
- Lénine, L'État et la Révolution.
- Rosa Luxemburg, Introduction à l'économie politique.  (ISBN 978-2748901139)
- Rosa Luxemburg, L'Accumulation du capital, contribution à l'explication économique de l'impérialisme.
- Rosa Luxemburg, La Crise de la social-démocratie.
- Rosa Luxemburg, Réforme sociale ou révolution ?
- Rosa Luxemburg, La Révolution russe.
- Alexandra Kollontaï, Œuvres.
- Nikolaï Boukharine, L'ABC du Communisme, 1919.  (ISBN 978-2913112315)
- Léon Trotski, La Révolution permanente.
- Léon Trotski, La Révolution trahie.
- Léon Trotski, Leur morale et la nôtre.
- Georg Lukács, Histoire et conscience de classe.
- Antonio Gramsci, Cahiers de prison.
- Ernst Bloch, Le Principe espérance (trois volumes).
- Alexandre Kojève, Esquisse d'une phénoménologie du droit.
- Alexandre Kojève, Tyrannie et Sagesse, in Léo Strauss, De la tyrannie, éd. Gallimard, Tel, 1983.
- Alexandre Kojève, La notion d'autorité.
- Jean-Paul Sartre, Critique de la raison dialectique (deux tomes).
- Simone de Beauvoir, Le Deuxième sexe.
- Maurice Merleau-Ponty, Humanisme et Terreur.
- Maurice Merleau-Ponty, Les Aventures de la dialectique.
- Maurice Merleau-Ponty, Signes.
- Louis Althusser, Pour Marx.
- Louis Althusser, Lire le Capital (en collaboration).
- Toni Negri, Empire.
- Toni Negri, Multitude.
- Alain Badiou, L'hypothèse communiste.
- Alain Badiou, La République de Platon, Fayard, "Essais", 600 pages, 2012.  (ISBN 978-2213638133)
- Jacques Rancière, Le Philosophe et ses pauvres.
- Jacques Rancière, Aux bords du politique.
- Jacques Rancière, La Haine de la démocratie.
- Jean Baudrillard, La Société de consommation, 1970.
- Pierre Bourdieu et Jean-Claude Passeron, La Reproduction (Éléments pour une théorie du système d'enseignement), 1970.
- Pierre Bourdieu, La Misère du monde, 1993.
- Pierre Bourdieu, Sur la télévision, 1996.
- Pierre Bourdieu, La Domination masculine, 1998.
- Pierre Bourdieu, Sur l'État : Cours au Collège de France (1989-1992), Seuil, "Raisons d'agir - Cours et travaux", 656 pages, 2012.  (ISBN 978-2020662246)

### LeLibéralisme
- Ludwig von Mises, L'Action humaine, traité d'économie.
- Ludwig von Mises, Le Libéralisme.

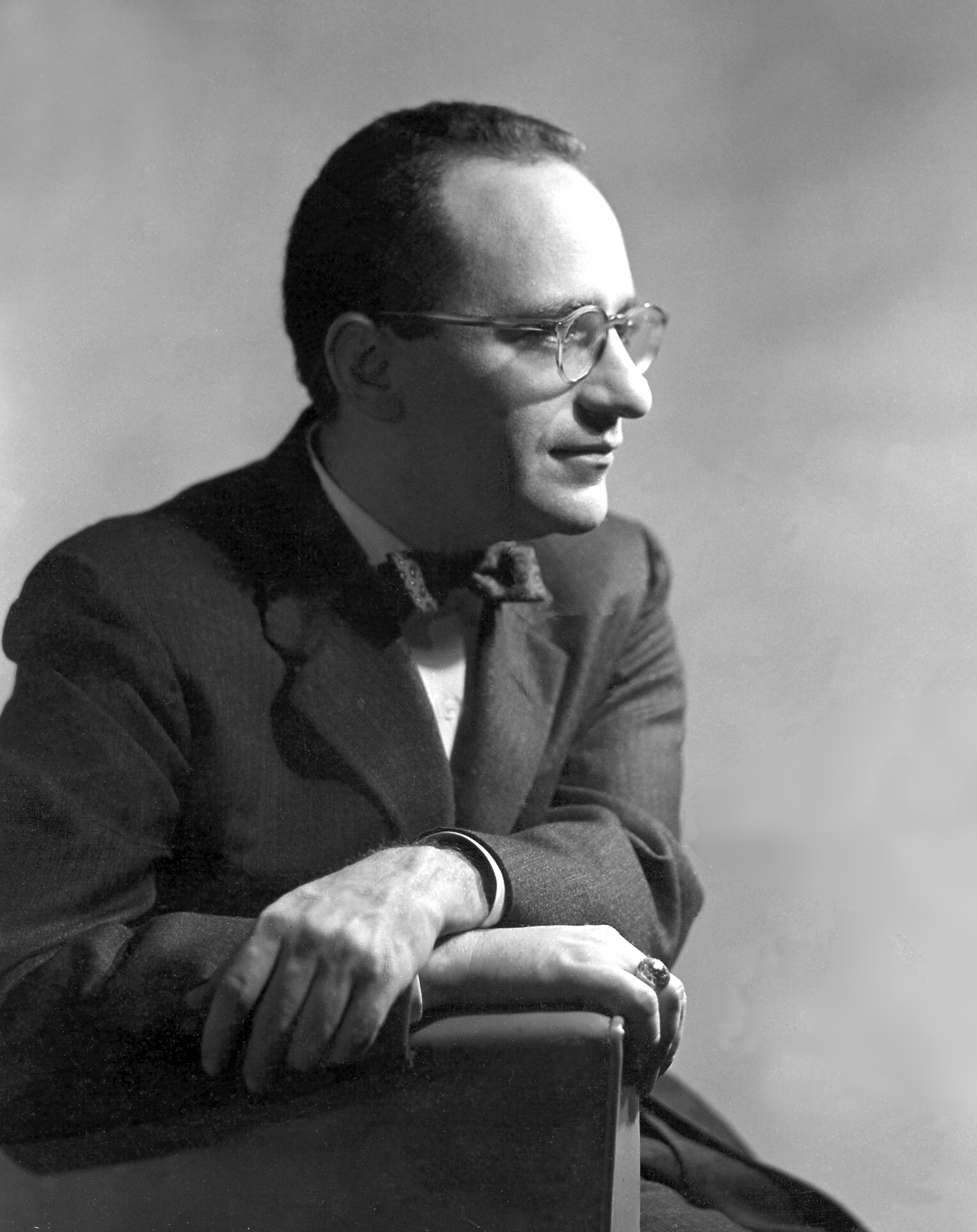
Murray Rothbard, l'un des principaux auteurs libertariens

- Ludwig von Mises, Le Gouvernement omnipotent.
- Ludwig von Mises, Théorie et Histoire.
- Friedrich Hayek, La Route de la servitude.
- Friedrich Hayek, La Constitution de la liberté.
- Friedrich Hayek, Droit, législation et liberté (trois tomes).
- Bertrand de Jouvenel, Du Pouvoir.
- Karl Popper, La société ouverte et ses ennemis.
- Raymond Aron, Démocratie et Totalitarisme.
- Raymond Aron, Le spectateur engagé.
- Raymond Aron, L'Opium des intellectuels.
- Raymond Aron, Le Marxisme de Marx.
- Isaiah Berlin, Deux concepts de liberté.
- Bruno Leoni, La Liberté et le Droit
- Milton Friedman, Capitalisme et liberté.
- John Rawls, Théorie de la justice.
- John Rawls, Libéralisme politique.
- Pierre Manent, Les Libéraux.
- Pierre Manent, Histoire intellectuelle du libéralisme, Hachette Littérature, "Pluriel", 250 pages, 1997.  (ISBN 978-2012788657)
- Michael Oakeshott, La conduite humaine.

#### LeLibertarianismeet l'Objectivisme
- Ayn Rand, La Vertu d'égoïsme.
- Murray Rothbard, L'Ethique de la liberté.
- Robert Nozick, Anarchie, État et utopie.
- David Friedman, Vers une société sans État

### LeConservatisme
- Charles Maurras, Enquête sur la monarchie.
- Charles Maurras, Mes idées politiques.
- Charles Maurras, L'ordre et le désordre.
- Carl Schmitt, La notion de politique
- Carl Schmitt, Théorie du partisan.
- Carl Schmitt, Théologie politique.
- Carl Schmitt, Le nomos de la Terre.
- Carl Schmitt, Théorie de la constitution.
- Leo Strauss, De la tyrannie.
- Leo Strauss, La renaissance du rationalisme politique classique.
- Leo Strauss, Droit naturel et histoire.
- Leo Strauss, La Cité et l'Homme.
- Nicolás Gómez Dávila, Le Réactionnaire authentique.
- Nicolás Gómez Dávila, Les Horreurs de la démocratie.
- Pierre Boutang, Reprendre le pouvoir.
- Eric Voegelin, La nouvelle science du politique.

### La Politiquecatholique
- Jacques Maritain, Humanisme intégral.
- Jacques Maritain, L'Homme et l'Etat.
- Étienne Gilson, Les Métamorphoses de la cité de Dieu.

### LeConseillismeet leSituationnisme
- Cornelius Castoriadis, L'institution imaginaire de la société.
- Cornelius Castoriadis, Les carrefours du labyrinthe (six tomes).
- Cornelius Castoriadis, Sujet et vérité dans le monde social-historique. La création humaine 1.
- Cornelius Castoriadis, Ce qui fait la Grèce, 1. D'Homère à Héraclite. La création humaine 2.
- Cornelius Castoriadis, Ce qui fait la Grèce, 2. La cité et les lois. La création humaine 3.
- Claude Lefort, Éléments d'une critique de la bureaucratie.
- Claude Lefort, Essais sur le politique.
- Claude Lefort, Le travail de l'œuvre Machiavel.
- Claude Lefort, L'invention démocratique.
- Guy Debord, La Société du spectacle.
- Guy Debord, Commentaires sur la société du spectacle.
- Raoul Vaneigem, Traité de savoir-vivre à l'usage des jeunes générations.

### L'Anarchisme
- Errico Malatesta, L'anarchie.

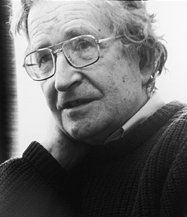
Noam Chomsky, socialiste libertaire du courant analytique

- Émile Armand, La révolution sexuelle et la camaraderie amoureuse.
- Jacques Ellul, Le fondement théologique du droit.
- Jacques Ellul, La subversion du christianisme.
- Jacques Ellul, Anarchie et christianisme.
- Ivan Illich, La Convivialité.
- Noam Chomsky, Comprendre le pouvoir (trois tomes).

### L'École de Francfort
- Herbert Marcuse, L'Homme unidimensionnel.
- Jürgen Habermas, Théorie de l'agir communicationnel (deux tomes).
- Axel Honneth, La lutte pour la reconnaissance.
- Axel Honneth, La société du mépris.
- Axel Honneth, Les pathologies de la liberté.

### La «Gauche nietzschéenne»

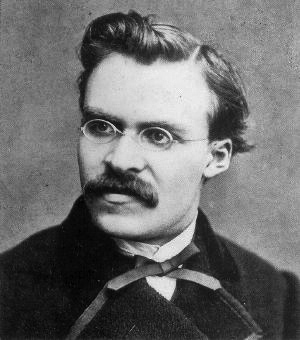
Friedrich Nietzsche inspira tout un courant de la gauche contemporaine

- Michel Foucault, Surveiller et punir.
- Michel Foucault, Histoire de la sexualité (trois tomes).
- Michel Foucault, "Il faut défendre la société".
- Gilles Deleuze et Félix Guattari, Capitalisme et schizophrénie (deux tomes : L'Anti-Œdipe et Mille Plateaux).
- Jacques Derrida, Spectres de Marx.
- Jacques Derrida, Politiques de l'amitié.
- Jacques Derrida, Cosmopolites de tous les pays encore un effort!.
- Collectif, La démocratie à venir : Autour de Jacques Derrida, éd. Galilée, 2004.
- Michel Onfray, Politique du rebelle.

### Hannah Arendt
- Les Origines du totalitarisme (trois volumes : 1. Sur l'antisémitisme, 2. L'impérialisme, 3. Le système totalitaire).
- Condition de l'homme moderne.
- La Crise de la culture.
- Du mensonge à la violence.
- Juger (sur la philosophie politique de Kant).

### Hans Jonaset lekantisme
- Hans Jonas, Le Principe responsabilité.